# 賞金首 (ウェブテレビ番組)
『賞金首』（しょうきんくび）は、インターネットテレビ局AbemaTVのウルトラゲームス、OPENREC.tvで2018年3月23日から配信スタート。5月15日から企画をリニューアルし配信されていたゲームバラエティ番組である。リニューアル後の5月以降は「勝ったら100万円！○○ 賞金首」（○○にはゲーム名が入る）が正式タイトルとなっている。2018年11月15日までに全曜日の配信が終了。

## 番組概要
AbemaTVのウルトラゲームス、OPENREC.tvの共同配信番組として企画され、OPENREC.tvのみで行われる予選会（チャレンジャー選抜会）を勝ち抜いた一般参加者がプロゲーマーに挑戦し、プロゲーマーに勝利すれば賞金獲得ができるビデオゲーム対戦番組。対象となるゲームタイトルは曜日ごとに異なる。
3月配信版は賞金額が10万。参加ゲームタイトルは、火曜日：リーグ・オブ・レジェンド（以下LoL）、水曜日：Shadowverse、木曜日：モンスターストライク、金曜日：PLAYERUNKNOWN'S BATTLEGROUNDS（以下PUBG）であったが、賞金獲得ルールや勝利条件に不備があり、賞金獲得が続出。全曜日第1回を終えた時点でリニューアルのため次週の配信を延期とし、5月上旬に再開と告知された。
5月15日から演出、勝利レギュレーションを変更し、2時間番組として再開。賞金額が100万となり、コミッショナーとしてタレントが参加。また木曜日のモンスターストライクが廃止となった。リニューアル前は生配信であったが、リニューアル後は録画配信となっている。
8月23日の木曜日から、ストリートファイターVアーケードエディション（SFVAE）で「勝ったら100万円！SFV AE 賞金首」を開始する情報が解禁された。なお、この週から全曜日の配信尺が2時間から1時間に変更されている。
火曜LoL、水曜Shadowverseは第12回で最終回。残った木曜、金曜は10月分を持って改編のため22時枠へ枠移動し、金曜PUBGは11月12日の第23回をもって最終回。木曜のSFVAEは11月15日の第15回で最終回となった。

## ルール

### LoL：火曜
- 1対1による1試合勝負
- ゲームモードはトーナメントドラフト
- 相手のネクサスの破壊で勝利
- マップはブッチャーズブリッジ
- 賞金首3人撃破で100万円獲得

### Shadowverse：水曜
- 挑戦者は異なる7つのデッキを用意。
- 挑戦者は7つのクラス。賞金首は7つのクラスを3人で分配。
- BO3/BO3/BO5の順に対戦。
- 賞金首3人撃破で100万円獲得

### PUBG：金曜
- DUO
- マップ：Erangel
- ゲームモード：TPP
- レッドゾーン無効
- フレアガン無効
- 順位ポイント、チームのキルポイントの合計で競う　※ただし賞金首は3チームで1番高い点数を採用
- 1キル=10ポイント

| 順位 | ポイント | 順位 | ポイント | 順位 | ポイント | 順位 | ポイント | 順位 | ポイント |
| ---- | -------- | ---- | -------- | ---- | -------- | ---- | -------- | ---- | -------- |
| #1   | 500      | #5   | 270      | #9   | 190      | #13  | 130      | #17  | 100      |
| #2   | 400      | #6   | 250      | #10  | 170      | #14  | 120      | #18  | 100      |
| #3   | 350      | #7   | 230      | #11  | 150      | #15  | 110      | #19  | 100      |
| #4   | 310      | #8   | 210      | #12  | 140      | #16  | 100      | #20  | 100      |

## 出演者

### 火曜（LoL）
| 名前     | 読み方   | 所属チーム | 順番 |
| -------- | -------- | ---------- | ---- |
| スタンミ | スタンミ | 7th heaven | 先鋒 |
| かべお   | かべお   | PENTAGRAM  | 中堅 |
| raizin   | ライジン | 7th heaven | 大将 |

### 水曜（Shadowverse）
| 名前   | 読み方       | 所属チーム             | 順番 | 期間   |
| ------ | ------------ | ---------------------- | ---- | ------ |
| Surre  | サレ         | よしもとLibalent       | 先鋒 | #1〜   |
| みずせ | ミズセ       | PENTAGRAM              | 中堅 | #1〜#5 |
| SOS    | エスオーエス | 名古屋OJA ベビースター | 中堅 | #6〜   |
| Enju   | エンジュ     | 7th heaven             | 大将 | #1〜   |

### 木曜（SFVAE）
| 名前           | 読み方             | 所属チーム        | 順番 |
| -------------- | ------------------ | ----------------- | ---- |
| ときど         | ときど             | TOPANGA           |      |
| 板橋ザンギエフ | いたばしざんぎえふ | DetonatioN Gaming |      |
| 藤村           | ふじむら           | FUDOH             |      |
| ハイタニ       | はいたに           | FUDOH             |      |
| もけ           | もけ               | PONOS             |      |
| かずのこ       | かずのこ           | GODSGARDEN        |      |

### 金曜（PUBG）
| 名前          | 読み方           | 所属チーム             | チームナンバー | チームカラー |
| ------------- | ---------------- | ---------------------- | -------------- | ------------ |
| SumomoXqX     | スモモ           | DetonatioN Gaming      | 1              | ブルー       |
| DustelBox     | ダステルボックス | DetonatioN Gaming      | 1              | ブルー       |
| ovagong       | オバゴング       | DetonatioN Gaming      | 3              | レッド       |
| Melofovia     | メロフォビア     | DetonatioN Gaming      | 3              | レッド       |
| albert        | アルバート       | DetonatioN Gaming      | 3              | レッド       |
| cocorou       | ココロウ         | SCARZ                  | 2              | グリーン     |
| Fa6ye         | フェイ           | SCARZ                  | 2              | グリーン     |
| Esquia_       | エクレア         | SCARZ                  | 2              | グリーン     |
| キマリ=ロンゾ | キマリロンゾ     | CYCLOPS athlete gaming | 16             | ピンク       |
| Masashi       | マサシ           | CYCLOPS athlete gaming | 16             | ピンク       |

### 実況・解説・コミッショナー

#### 火曜（LoL）
- 実況：象先輩[11]（#1〜#5）
- 実況：eyes（#5〜）
- 解説： JACKPOT TEEMO[12]
- コミッショナー：ケイン・コスギ[13]

#### 水曜（Shadowverse）
- 解説：友田一貴
- 実況：kuroebi
- コミッショナー：麒麟（川島明、田村裕）

#### 木曜（SFVAE）
- 実況、解説：ハメコ。、大和
- コミッショナー：中川翔子

#### 金曜（PUBG）
- 実況：k4sen
- 解説：けんき、キマリ=ロンゾ
- PUBG大好きYouTuber：わきを（よさこいバンキッシュ）
- コミッショナー：ケンドーコバヤシ[14]

##### 過去の出演者
- 恭一郎（解説）

## コーナー

### 火曜（LoL）

#### ROAD TO 賞金首
ケイン・コスギが賞金首になるためのレッスンを出演者から受けるコーナー。
なぜか毎回最後に腕立て伏せをして終わる。

### 水曜（Shadowverse）

#### 賞金首トークコーナー
コミッショナーの麒麟が、賞金首の私生活や初任給についてトークする。
たまにAbemaTVのアナウンサー藤田かんなが出演する。

### 金曜（PUBG）

#### 今日のドン勝
コミッショナーのケンドーコバヤシが、その回の挑戦者とトークするコーナー。
毎回様々なお店のカツ丼が用意され、挑戦者が勝てばそのカツ丼を食べることができる。

#### 賞金首トークコーナー
コミッショナーのケンドーコバヤシと賞金首がスタジオでトークをする。
過去にチーム名についてなどのトークテーマがある。

## スタッフ
- プロデューサー：野中和哉
- 制作協力：ViViA[15]

## Abemaビデオ限定コンテンツ
Abemaビデオのみで視聴、することができる限定コンテンツ。基本的に番組内であった対戦の感想などのトークコーナー。
他にはないオフなプロゲーマーの話が聞けることが多い。

### 木曜（SFV）

#### 今日の名シーン
賞金首の板橋ザンギエフが、その回の賞金首たちと試合を振り返りベストシーンを決める。

#### NOモーションのストVモノマネ
色々な場所でお笑いコンビ・NOモーションがストVのモノマネネタを披露する。

### 金曜（PUBG）

#### わきをトークコーナー
#13からPUBG大好きYouTuberとして出演しているわきをが、その回の挑戦者に感想を聞くコーナー。

#### 賞金首珍プレー集
賞金首の収録の中であった珍プレー、好プレーがまとめられている。